# Берглерн
Берглерн (њем. Berglern) општина је у њемачкој савезној држави Баварска. Једно је од 26 општинских средишта округа Ердинг. Према процјени из 2010. у општини је живјело 2.539 становника. Посједује регионалну шифру (AGS) 9177112.

## Географски и демографски подаци
Берглерн се налази у савезној држави Баварска у округу Ердинг. Општина се налази на надморској висини од 440 метара. Површина општине износи 19,9 km². У самом мјесту је, према процјени из 2010. године, живјело 2.539 становника. Просјечна густина становништва износи 128 становника/km².